# Maurice Van Essche

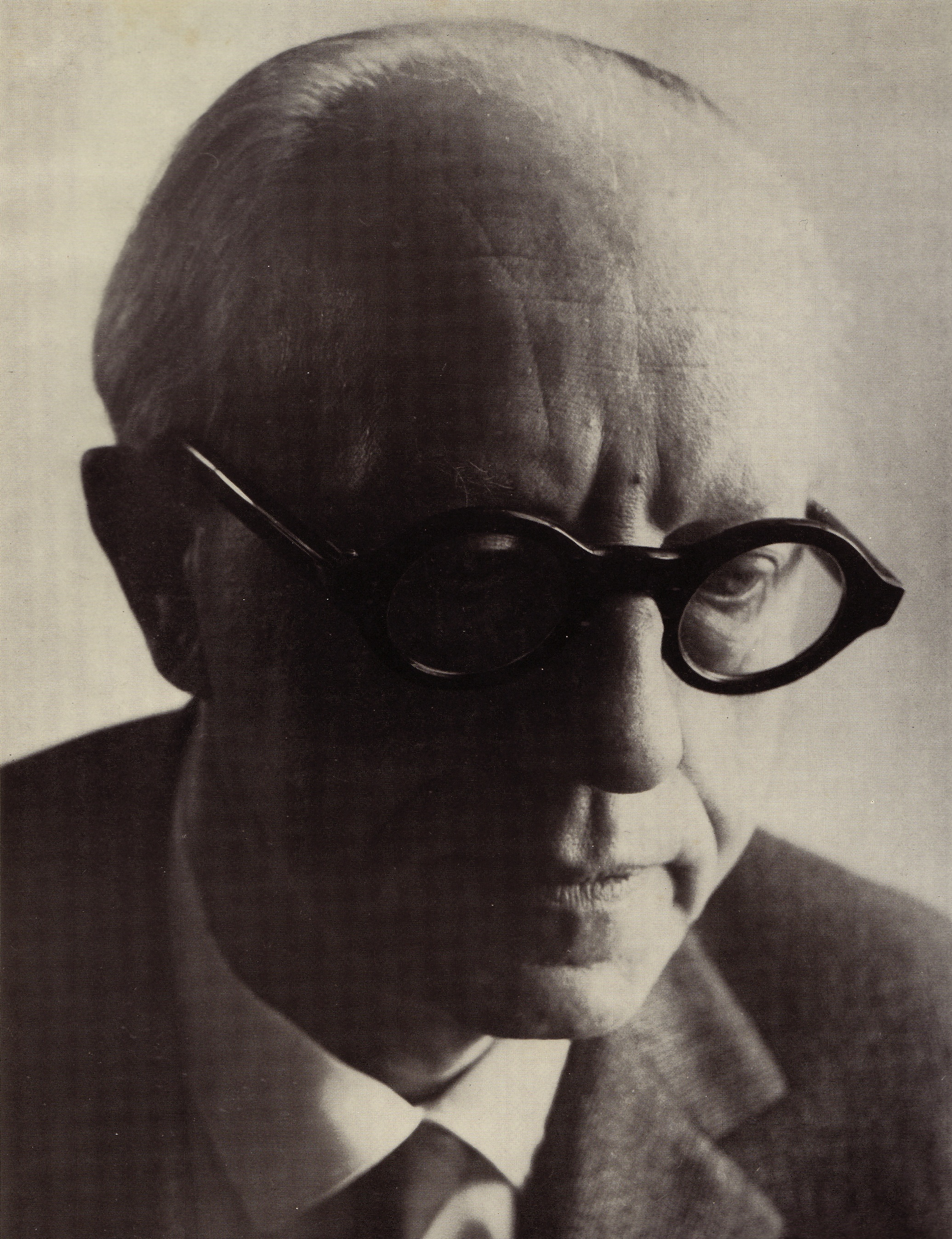
Maurice van Essche, 1967

Maurice Charles Louis van Essche (* 4. Juni 1906 in Antwerpen, Belgien; † 6. Mai 1977 in Thonon-les-Bains, Frankreich) war ein belgisch-südafrikanischer Maler, der als führende Figur der modernen südafrikanischen Kunst gilt. Sein Werk war geprägt von seinen europäischen Wurzeln und seinen Erfahrungen und Einflüssen in Südafrika.

## Leben
Maurice Charles Louis Corneille van Essche wurde 1906 in Antwerpen als siebtes von elf Kindern geboren, von denen nur acht das Säuglingsalter überlebten. Die Familie war trotz ihrer flämischen Wurzeln französischsprachig; der Mädchenname seiner Mutter war De Ridder.
1911 zog die Familie nach Brüssel, wo Maurice eine Ausbildung erhielt. Ab 1924 studierte er Kunst an der Académie royale des Beaux-Arts de Bruxelles bei James Ensor und Willem van den Bruel, brach das Studium aber 1925 aus Geldmangel ab und arbeitete zunächst in einer Glasmalereiwerkstatt, um seinen Lebensunterhalt zu verdienen, und ab 1926 als Tapetenentwerfer. Nebenbei arbeitete er als freischaffender Karikaturist.
1930 wurde Maurice van Essche Mitglied der Gruppe La Jeune Peinture Belge und gewann auf der Internationalen Ausstellung in Antwerpen die Silbermedaille. 1933 heiratete Maurice van Essche Lucette (Lucie) Josz (* 1908); sie zogen nach Südfrankreich, wo er kurze Zeit bei Henri Matisse studierte. Maurice van Essche soll Henri Matisse kennengelernt haben, als er 1933 in einem Geschäft für Künstlerbedarf in Cagnes Farbe kaufte. Van Essche habe gerade die letzte Tube Zitronengelb gekauft, als Matisse den Laden betrat und den Verkäufer nach dem gleichen Artikel fragte. Als Matisse den berühmten Mann erkannte, bot van Essche ihm die Tube Farbe an. Matisse lehnte ab, war aber von der Geste gerührt und lud van Essche in sein Atelier ein. Zwischen den beiden entwickelte sich eine enge Freundschaft und Matisse förderte den jungen Künstler.
Maurice van Essche kam 1939 im Rahmen einer von der belgischen Regierung geförderten Malerexpedition nach Belgisch-Kongo. 1940 flohen seine Frau Lucette und sein Sohn Ludovic (* 1935) vor der deutschen Besatzung aus Belgien und folgten ihm in den Kongo. Da Lucette das tropische Klima nicht vertrug, zogen sie in das mildere Klima der südafrikanischen Kapregion. Ab Ende 1940 blieben sie vorübergehend in Kapstadt.
Nach seiner Ankunft lebten sie kurz in Kapstadt und Maurice van Essche unterrichtete von 1943 bis 1945 an der Wits Technical College Art School in Johannesburg. Er schloss sich der New Group an und gründete 1946 die Continental School of Art in Kapstadt. Später wurde er Dozent an der Michaelis School of Fine Art der Universität Kapstadt. Sein Einfluss und seine Autorität in der lokalen Kunstszene waren weitreichend und er unterstützte die moderne Bewegung in Südafrika. Maurice van Essche brachte verschiedene Aspekte in die lokale Kunstwelt ein. Wichtig waren seine persönlichen Erfahrungen mit der europäischen Moderne unter James Ensor (1860–1949) und Henri Matisse (1869–1954) sowie sein tiefes Interesse an afrikanischen Motiven, das aus seinen Erfahrungen in Belgisch-Kongo resultierte. Er setzte sich auch an vorderster Front für die Anerkennung südafrikanischer Kunst im Ausland ein und wurde 1948 Mitglied des International Art Club, was zu seiner Teilnahme am künstlerischen Debüt Südafrikas auf der Biennale in Venedig 1950 führte.
Maurice van Essche war nicht nur als Künstler, sondern auch als Lehrer einflussreich. Zu seinen Schülern zählen bedeutende südafrikanische Künstler, die später die Kunstszene des Landes prägten. Indem er afrikanische Themen durch sein modernes Auge filterte, unterschied sich sein Werk deutlich von früheren südafrikanischen Darstellungen einheimischer Themen. Er hatte großen Einfluss auf eine jüngere Generation von weißen Künstlern wie Stanley Pinker (geb. 1924) und Erik Laubscher (geb. 1927), die in ihrer Kunst nach einer südafrikanischen Identität suchten. Es ist auch bekannt, dass er für Kontakte mit aufstrebenden schwarzen Künstlern offen war und 1952 George Pemba (1912–2001) für einige Wochen als Mentor zur Verfügung stand.
1970 gab Van Essche seine Stelle an der Michaelis-Schule auf und unternahm eine ausgedehnte Reise durch Europa. An der großen Retrospektive, die 1974 in der südafrikanischen Nationalgalerie und im Kunstmuseum von Pretoria stattfand, konnte er wegen seiner sich verschlechternden Gesundheit nicht mehr teilnehmen. Er starb 1977 in Thonon-les-Bains (Frankreich), nachdem er mehrere Herzinfarkte erlitten hatte.

## Werk
Maurice Van Essches Werk ist stark von den europäischen Strömungen, insbesondere von Paul Cézanne und dem Fauvismus, beeinflusst. Seine Malerei war oft geprägt von kräftigen Farben und einer expressiven Darstellung der Figuren. Maurice Van Essche erkundete in seiner Kunst  die südafrikanische Kultur und Natur, die ihn inspirierte, seine europäische Technik mit afrikanischen Motiven und Farben zu verbinden. Über Van Essches stilistische Einflüsse und seine Entwicklung schreibt Büchner: „Van Essches frühe Begegnung mit französischem Denken und französischer Malerei erweiterte seine schöpferische Phantasie und fügte der rauen Sphäre des flämischen Expressionismus, in die er hineingeboren worden war, etwas Subtiles und Raffiniertes hinzu“.
Maurice Van Essches Werke umfassen Porträts, Landschaften und Figurenstudien, oft mit einer für ihn charakteristischen Lebendigkeit und Farbintensität. Sein Mitgefühl für die Menschen und die Zeitlosigkeit seiner Landschaften kommen in seinen Gemälden von Kapfischern, Porträts malaiischer Frauen und Arbeitern, die in den Ebenen der trockenen Karoo ihr Leben fristen, zum Ausdruck. Die Stimmung und Atmosphäre seiner Bilder wird durch die für ihn typische Farbpalette aus tiefen Rot- und Blautönen, erdigen Rosa-, Ocker- und Grauschattierungen verstärkt, die oft durch leuchtendes Schwarz und Weiß akzentuiert werden.
Maurice Van Essche stellte seine Werke in zahlreichen Ausstellungen in Südafrika und international aus und befindet sich in vielen öffentliche Sammlungen: Durban Art Gallery, Iziko SA National Gallery, Kapstadt; Bezalel Academy of Arts and Design, Jerusalem; Johannesburg Art Gallery; Nelson Mandela Metropolitan Art Museum, Port Elizabeth; Pretoria Art Museum; Wits Art Museum, Johannesburg; William Humphreys Art Gallery, Kimberley.

## Ehrungen und Titel
- 1951 Verleihung des Titels Chevalier de Leopold II. durch König Baudouin von Belgien
- 1958 Ernennung zum Kommissar für Südafrika auf der Biennale von Venedig
- 1962 Ernennung zum Professor für Bildende Kunst an der Michaelis School der Universität von Kapstadt
- 1964 Nationaler Vorsitzender des Komitees für Bildende Kunst, Südafrikanischer Verband der Künste
- 1965 Ernennung zum Dekan der Fakultät für Bildende Kunst und Architektur an der Universität von Kapstadt
- 1966 Verleihung der Goldmedaille für Malerei durch die „Suid-Afrikaanse Akademie vir Wetenskap en Kuns“.